# Ravenea musicalis
Espèce
Statut de conservation UICN

 CR B1ab(i,ii,iii,iv,v)+2ab(i,ii,iii,iv,v) : 
En danger critique
Ravenea musicalis est une espèce de plantes à fleurs de la famille des Arecaceae.

## Publication originale
- Principes 37(4): 199–202, f. 1–7, cover photo. 1993.